# Анжи-2
«Анжи-2» — российский футбольный клуб из Махачкалы, существовавший с 1991 по 2008 год, а также в сезонах 2014/15 и 2017/2018. В 1992—1993 годах носил название «Каспий», в 1994 году — «Арго». С 1995 года — фарм-клуб «Анжи». В 1992—1995 годах представлял Каспийск. Лучшее достижение в первенстве России — 7 место в 1 зоне второй лиги в 1992 году.

## История
В 90-е годы клуб выступал в Первенстве России среди нелюбительских футбольных клубов во Второй и Третьей лигах. После сезона-97 не был включён в число клубов-членов ПФЛ.
В двухтысячных годах начал выступать в Первенстве России среди любительских футбольных клубов (ЛФЛ). В 2004 году под руководством Арслана Халимбекова «Анжи-Хазар» занял второе место в зоне ЮФО ЛФЛ, но так как у клуба были проблемы с финансированием «Анжи-Хазар» остался выступать в 3-й лиге. Вскоре клуб снялся.
Через 2 года в ЛФЛ появился клуб «Анжи-2» (тренером также был Арслан Халимбеков, помощником был Максим Кулиев, в прошлом вратарь махачкалинского «Анжи»). Но через некоторое время у клуба опять возникли проблемы с финансированием и клуб прекратил своё существование.
Летом 2014 года восстановлен и заявлен во Второй дивизион / Первенство ПФЛ (зона «Юг»), в результате объединения с «Дагдизелем». По итогам сезона занял 13-е место (на первом этапе занял 8-е место в группе 2, на втором этапе в турнире за 13—18 места — 1-е место в группе «В» зоны «Юг»). В июне 2015 года расформирован.
В 2017 году наряду с  «Анжи-Юниором» заявлен для участия в Первенстве ПФЛ сезона-2017/18.

## Статистика выступлений
| Сезон   | Название     | Лига                                    | Место | Кубок | Примечания              |
| ------- | ------------ | --------------------------------------- | ----- | ----- | ----------------------- |
| 1991    | Каспий       | Вторая низшая лига СССР, 4-я зона РСФСР | 21    | —     |                         |
| 1992    | Каспий       | Вторая лига ПФЛ, 1-я зона               | 7     | —     |                         |
| 1993    | Каспий       | Вторая лига ПФЛ, 1-я зона               | 11    | 1/256 | Вылет в Третью лигу     |
| 1994    | Арго         | Третья лига ПФЛ, 1-я зона               | 7     | —     |                         |
| 1995    | Анжи-2       | Третья лига ПФЛ, 1-я зона               | 3     | 1/128 |                         |
| 1996    | Анжи-2       | Третья лига ПФЛ, 1-я зона               | 8     | —     |                         |
| 1997    | Анжи-д       | Третья лига ПФЛ, 1-я зона               | 4     | —     |                         |
|         |              |                                         |       |       |                         |
| 2003    | Анжи-Хазар   | КФК/ЛФЛ России, зона «ЮФО»              | 2     | —     | Победа в кубке МРО «Юг» |
| 2004    | Анжи-Хазар   | КФК/ЛФЛ России, зона «ЮФО»              | 16    | —     |                         |
| 2005    | Анжи-Хазар   | КФК/ЛФЛ России, зона «ЮФО»              | снята | —     |                         |
| 2006    | Анжи-2       | КФК/ЛФЛ России, зона «ЮФО»              | 7     | —     |                         |
| 2007    | Анжи-Бекенез | КФК/ЛФЛ России, зона «ЮФО»              | 11    | —     | Расформирован           |
|         |              |                                         |       |       |                         |
| 2014/15 | Анжи-2       | Первенство ПФЛ, зона «Юг»               | 13    | —     | Расформирован           |
|         |              |                                         |       |       |                         |
| 2017/18 | Анжи-2       | Первенство ПФЛ, группа «Юг»             | 16    | —     | Расформирован           |

Примечания.
В 2001—2002 годах и в сезонах 2010—2013/14, 2015/16—2018/19 в турнире дублёров РФПЛ / Молодёжном первенстве России выступала команда «Анжи»-д / «Анжи»-мол.
В 1990 году чемпионом Дагестана стала команда «Каспий» (прообраз ФК «Каспий»).